# Ousseni Bouda
Ousseni Bouda (Uagadugú, Burkina Faso, 28 de abril de 2000) es un futbolista burkinés que juega como delantero en San Jose Earthquakes de la Major League Soccer de los Estados Unidos.
Recibió el premio Gatorade National Boys Soccer Player of the Year para la temporada 2017-18. El premio es un honor reconocido a nivel nacional otorgado al mejor atleta de escuela secundaria en cada deporte en los Estados Unidos.

## Trayectoria
Nacido en Burkina Faso, pasó cuatro años en la Right To Dream Academy en Ghana. Luego se mudó a la Millbrook School en Nueva York y llevó a los Millbrook Mustangs a ganar tres campeonatos consecutivos en el torneo del Preparatory School Athletic Council de Nueva Inglaterra. Fue honrado con el Gatorade National Soccer Player of the Year, un premio nacional otorgado al mejor jugador de fútbol de escuela secundaria de niños. Terminó su carrera en la escuela secundaria con 82 apariciones para los Mustangs, anotando 156 goles. En sus últimos dos juegos de la escuela secundaria, Bouda anotó cinco goles en cada juego, lo que llevó a los Mustangs a ganar el campeonato.
Catalogado como un recluta de cinco estrellas por Top Drawer Soccer, jugó al fútbol universitario para el Stanford Cardinal men's soccer program. Fue el primer jugador de fútbol del Stanford en ganar el premio Gatorade High School Player of the Year. El 30 de agosto de 2019 hizo su debut universitario con Stanford, en una victoria por 5-0 contra el Penn State. En el mismo partido, hizo su primera apertura universitaria y anotó su primer gol universitario. El 15 de octubre de 2019 ganó el premio Pac-12 Men's Soccer Player of the Week, siendo el primer estudiante de primer año de la temporada en ganar el honor. El 20 de noviembre de 2019, concluyendo la temporada de fútbol masculino de la 2019 Pac-12 Conference, fue nombrado en el All-Pac-12 first team.
No participó en la temporada 2020 debido a una lesión. En la temporada 2021, lideró al Stanford con nueve asistencias y cinco goles, y fue incluido en el primer equipo All-Region de United Soccer Coaches y en el primer equipo All-Pac-12.

### San Jose Earthquakes
El 6 de enero de 2022 fue anunciado como uno de los ocho miembros de la 2022 Generation Adidas class antes del SuperDraft de la MLS 2022. Cinco días después, los San Jose Earthquakes lo eligieron como su primera opción y la octava opción general en el SuperDraft de la MLS.